# Conservation International
Conservation International (CI) ist eine Non-Profit-Organisation mit Sitz in Washington, D.C. Ihr Ziel ist es die weltweite Biodiversität an Pflanzen, Tieren und Landschaftsformen zu erhalten. Dabei legt Conservation International einen besonderen Fokus auf die „Biodiversitäts-Hotspots“, also Gebiete mit besonderem Artenreichtum an Land und im Meer weltweit.
CI wurde 1987 u. a. von Spencer Beebe gegründet und beschäftigt nun einen Stab von um die 900 Angestellten. CI arbeitet in 45 Ländern, darunter schwerpunktmäßig in Entwicklungsländern in Afrika, Asien, Ozeanien und Zentral- und Südamerika. Russell Mittermeier, der Begründer des Biodiversitäts-Hotspots-Konzepts ist heute Präsident von CI.
Bekannt wurde die Organisation auch durch ihre Kooperationen mit lokalen NGOs und der indigenen Bevölkerung in den Schutzgebieten.

## Projekte
1988 entwickelte CI das Konzept der Megadiversity-Länder, um das Bewusstsein der Weltgemeinschaft auf die Tatsache zu lenken, dass in den 17 ermittelten Staaten mehr als 70 % der insgesamt auf dem Land lebenden Arten vorkommen.
Durch die Arbeit von CI wurden neue Lebensräume entdeckt und wissenschaftlich beschrieben. Im Dezember 2005 entdeckten CI-Wissenschaftler des Rapid Assessment Program (RAP) ein bis dahin unbeschriebenes Gebiet in den Foja Mountains in Papua, Indonesien. Dort fanden sie 20 bis dahin nicht beschriebene Frosch-Arten, vier unentdeckte Schmetterlings-Arten, fünf unbeschriebene Palmenarten und neue Unterarten des Honigfressers (Meliphagidae). Die Forscher fanden außerdem das Goldmantel-Baumkänguru, eine bis dahin nicht in Indonesien gesichtete Art, die in anderen Teilen der Erde bis zur völligen Ausrottung gejagt wurde. Das Gebiet ist so isoliert, dass es weitgehend von menschlichem Einfluss frei blieb. Die Ergebnisse dieser Arbeiten von Conservation International wurden sowohl in wissenschaftlichen Publikationen als auch in populären US-amerikanischen Medien (Nightline, The NBC Nightly News und New York Times) im Februar 2006 veröffentlicht.